# Iamsk
Iamsk (en rus: Ямск) és un poble de l'óblast de Magadan, a Rússia, que el 2018 tenia 81 habitants.